# Gunnar Bahr
Gunnar Bahr est un skipper allemand né le 21 octobre 1974 à Berlin.

## Carrière
Gunnar Bahr obtient une médaille d'argent olympique de voile en classe Soling aux Jeux olympiques d'été de 2000 de Sydney.